# Ostrowskoje (Kaliningrad)
Ostrowskoje (russisch Островское, deutsch Seewalde, Kreis Königsberg/Samland und Worienen) ist ein Ort in der russischen Oblast Kaliningrad. Er gehört zur kommunalen Selbstverwaltungseinheit Stadtkreis Gwardeisk im Rajon Gwardeisk.

## Geographische Lage
Ostrowskoje liegt etwa 24 Kilometer südöstlich der Stadt Kaliningrad (Königsberg) südöstlich des Woriener Sees (russisch: osero Woronje) und ist über eine Nebenstraße von Oserki (Groß Lindenau) aus zu erreichen. Die nächste Bahnstation ist Oserki-Nowyje an der Bahnstrecke Kaliningrad–Tschernyschewskoje (Königsberg–Eydtkuhnen/Eydtkau), einem Teilstück der einstigen Preußischen Ostbahn.

## Geschichte

### Seewalde / Trubnoje
Der Ort Seewalde wurde im Jahr 1619 gegründet. Im Jahre 1874 wurde er in den neu errichteten Amtsbezirk Ottenhagen (ab 1927: Groß Ottenhagen, heute russisch: Berjosowka) eingegliedert, der bis 1945 bestand und bis 1939 zum Landkreis Königsberg (Preußen), danach zum Landkreis Samland im Regierungsbezirk Königsberg der preußischen Provinz Ostpreußen gehörte. Im Jahre 1910 zählte Seewalde 68 Einwohner.
Am 22. April 1925 schloss sich Seewalde mit dem Nachbarort Schäferei zur neuen Landgemeinde Seewalde zusammen. Die Zahl der Einwohner betrug 1933 bereits 160 und belief sich 1939 auf 140.
In Folge des Zweiten Weltkriegs kam Seewalde mit dem nördlichen Ostpreußen 1945 zur Sowjetunion. 1947 erhielt der Ort die russische Bezeichnung Trubnoje und wurde gleichzeitig dem Dorfsowjet Oserski selski Sowet im Rajon Gwardeisk zugeordnet.

### Worienen / Pestschanoje
Der Ort Worienen wurde 1378 gegründet und bestand aus mehreren kleinen Höfen.
Seit 1874 war Worienen eine Landgemeinde im Amtsbezirk Ottenhagen im Landkreis Königsberg (Preußen). Im Jahr 1910 zählte Worinen 122 Einwohner. Im Jahr 1933 belief sich die Einwohnerzahl auf 173. Im Jahr 1935 wurde die Nachbargemeinde Rosengarten (russisch nach 1945 Sapadnoje, nicht mehr existent) an Worienen angeschlossen. Im Jahr 1939 betrug die Einwohnerzahl der so erweiterten Gemeinde 228.
In Folge des Zweiten Weltkriegs kam Worienen mit dem nördlichen Ostpreußen 1945 zur Sowjetunion. 1947 erhielt der Ort die russische Bezeichnung Pestschanoje und wurde gleichzeitig dem Dorfsowjet Oserski selski Sowet im Rajon Gwardeisk zugeordnet.

### Ostrowskoje
Im Jahr 1950 erhielt eine Örtlichkeit bei Seewalde die russische Bezeichnung Ostrowskoje. Diese gehörte zum Dorfsowjet Oserski selski Sowet im Rajon Gwardeisk. Seit vor 1975 wurden auch die beiden Orte Trubnoje und Pestschanoje in Ostrowskoje einbezogen. Von 2005 bis 2014 gehörte Ostrowskoje zur Landgemeinde Oserkowskoje selskoje posselenije und seither zum Stadtkreis Gwardeisk.

## Kirche
Vor 1945 war die Bevölkerung von Seewalde und von Worienen fast ausnahmslos evangelischer Konfession. Das Dorf war in das Kirchspiel der Kirche Groß Ottenhagen eingepfarrt, das zum Kirchenkreis Königsberg-Land I in der Kirchenprovinz Ostpreußen der Kirche der Altpreußischen Union gehörte. Heute liegt Ostrowskoje im Einzugsbereich der in den 1990er Jahren neu entstandenen evangelisch-lutherischen Gemeinde in Gwardeisk (Tapiau), einer Filialgemeinde der Auferstehungskirche in Kaliningrad (Königsberg) in der Propstei Kaliningrad der Evangelisch-lutherischen Kirche Europäisches Russland.